# Euthalia khasiana
Euthalia khasiana är en fjärilsart som beskrevs av Swinhoe 1890. Euthalia khasiana ingår i släktet Euthalia och familjen praktfjärilar. Inga underarter finns listade i Catalogue of Life.